# Umsong

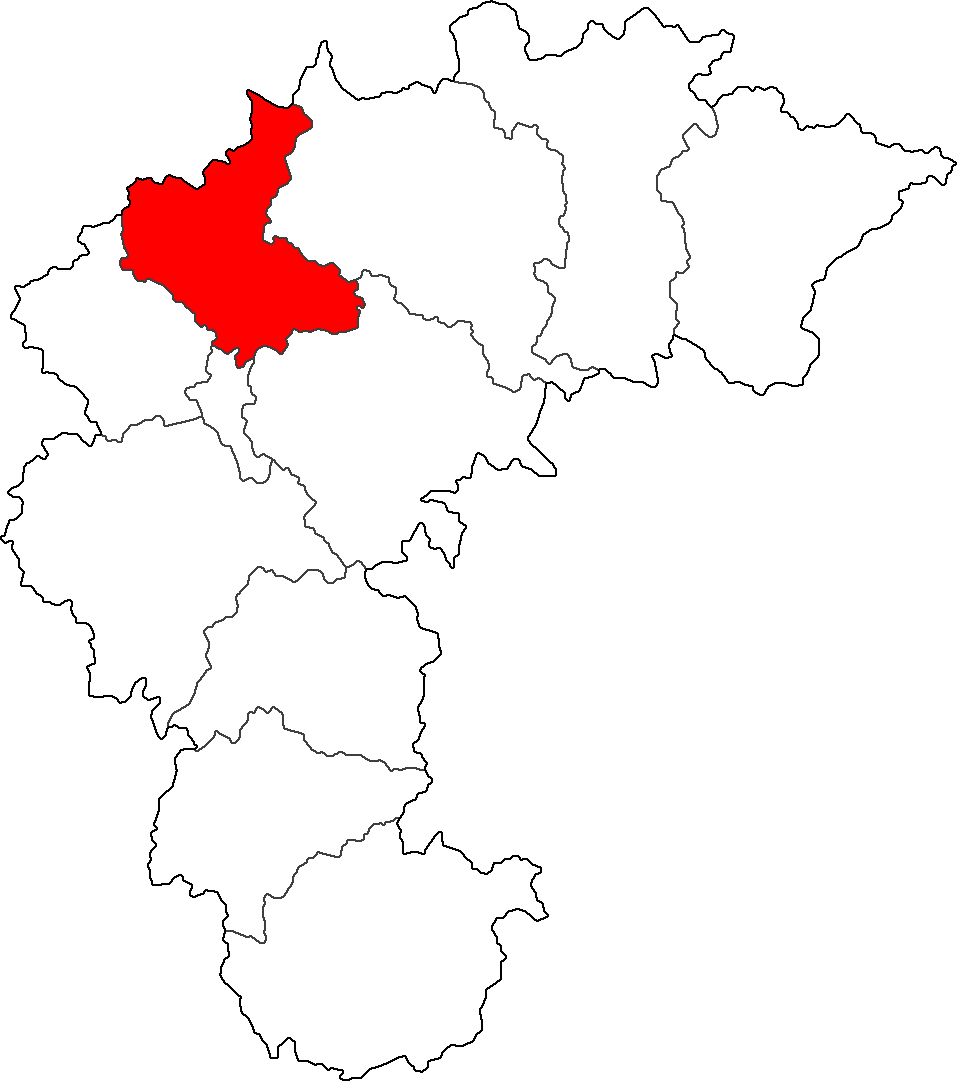
Umístění Umsongu

Umsong (korejsky 음성) je okres v Korejské republice. Nachází se ve střední části území, v provincii Severní Čchungčchong. Na rozloze 521 km² tu žije přibližně 87 000 obyvatel (údaj z roku 2001).

## Osobnosti
- Pan Ki-mun, bývalý generální tajemník OSN